# Magdalena Ujma
Magdalena Maria Ujma-Gawlik, née le 12 février 1967, est une critique d'art et commissaire d'exposition,, essayiste et féministe polonaise.
Depuis mars 2021, elle est présidente du conseil d'administration de la section polonaise de l'Association internationale des critiques d'art.